# آب‌انبار پاچیان
آب‌انبار پاچیان مربوط به دوره قاجار است و در شهرستان جعفرآباد، بخش مرکزی، روستای پاچیان واقع شده است. این اثر به همراه مسجد جامع پاچیان تحت عنوان مجموعه پاچیان در تاریخ ۲۵ اسفند ۱۳۸۰ با شماره ثبت ۵۶۷۶ به عنوان یکی از آثار ملی ایران به ثبت رسیده است.